# Метрика Гёделя
Ме́трика Гёделя — точное решение уравнений Эйнштейна, полученное Куртом Гёделем в 1949 году. Это решение порождается тензором энергии-импульса, состоящим из двух частей; первая представляет собой плотность материи однородно распределённых вращающихся частиц пыли, а вторая — ненулевую космологическую постоянную.
Это решение обладает некоторыми странными свойствами, в частности, допускает существование замкнутых времениподобных линий, позволяющих некоторые виды путешествий во времени. Как космологическое решение метрика Гёделя выглядит несколько искусственно, так как значение космологической постоянной точно настраивается, чтобы соответствовать плотности частиц пыли, однако данное пространство-время важно с педагогической точки зрения.

## Определение
Как и любое лоренцево пространство-время, решение Гёделя можно задать метрическим тензором в системе локальных координат:
{\displaystyle ds^{2}={\frac {1}{2\omega ^{2}}}\,\left(-\left(dt+e^{x}\,dz\right)^{2}+dx^{2}+dy^{2}+{\frac {1}{2}}e^{2x}\,dz^{2}\right),}
{\displaystyle -\infty <t,x,y,z<\infty }
где {\displaystyle \omega } — ненулевая вещественная постоянная, представляющая собой угловую скорость, измеренную невращающимся наблюдателем, двигающимся вместе c одной из частиц пыли.

## Космологическая интерпретация
Как и автор, мы можем в качестве интерпретации принять галактики за частицы пыли. В этом случае метрика Гёделя становится космологической моделью вращающейся Вселенной. Поскольку в ней отсутствует расширение Хаббла, она не может считаться сколь-нибудь реалистической моделью нашей Вселенной. Однако она может служить прекрасной иллюстрацией альтернативной вселенной, которая, в принципе, допускается общей теорией относительности (если признать легитимность ненулевой космологической постоянной).